# ラマだった王様 学校へ行こう!
『ラマだった王様 学校へ行こう!』（ラマだったおうさま がっこうへいこう、原題：The Emperor's New School）は、ディズニー製作のテレビアニメである。ディズニー映画『ラマになった王様』の続編。
アメリカ本国での放送開始は2006年1月、日本では他国と同じくディズニー・チャンネルで放送された。その後、BSフジで2007年9月30日まで放送、2012年6月4日からディズニーXDで放送され、Dlifeでも2012年3月18日から放送された。
お約束を逆手に取ったギャグを交え、教訓を織り交ぜながらもコメディ色の強い作品となっている。

## ストーリー
とある王国の若き王様クスコは自分の名前を冠した高校のクスコアカデミーに入学し、旧知の恩人パチャの家で下宿しながら正式な王様と認めてもらう為に卒業を目指す。そしてクスコを落第させて自らが女王にならんとする校長アムジー（＝イズマ）の罠を避けながら、クラスメート達と騒がしい日々を送る事になった。

## 登場キャラクター

### 主要キャラクター
クスコ (Kuzco)
声：J・P・マヌー/吹き替え：森久保祥太郎
主人公。わがままな若い王様。イズマの陰謀でラマにされた経験でマシにはなったが、相変わらず怠け者なナルシスト。大好物はファーストフード店「ムドゥカの店」のミート・マグ。マリーナに片想いしている。
「クスコアカデミーを卒業できなければ王になれない」という約束で城を追い出され、パチャの家に転がり込んだ。父親はクスコが赤ん坊の頃に航海に出たきり行方不明になっている。
クロンク (Kronk)
声：パトリック・ウォーバートン/吹き替え：堀内賢雄
クスコアカデミーに送り込まれたイズマの助手だが、クスコとは友達。ムドゥカの店12号店のコックをしている。なんでもできるとぼけた善人で、わがままなクスコともイズマとも仲良くしている。趣味は料理の研究。インカボールのスター選手。
イズマがクスコをやっつけようとするのは構わないが、やることとやらないことははっきりしている。フルネームの「クロンク・ペピクランケニッツ」が「家族対抗戦」で判明する。クスコには対等な口調で話すが、彼の名前を呼ぶときは「様」をつける。卒業後はクスコの相談役に就職した。
マリーナ (Malina)
声：ジェシカ・ディ・チコ en:Jessica Di Cicco/吹き替え：浅川悠
生徒会長でチアリーダー。クスコに気に入られ、クスコのお目付役に任命された。真面目でなんでも一番じゃないと気がすまない。卒業後はクスコニアン新聞の記者に就職した。
イズマ / アムジー校長 (Yzma/Principal Amzy)
声：アーサ・キット/吹き替え：京田尚子
クスコをラマに変えたクスコの元相談役。クスコを倒して女王になろうとしている悪の科学者で、クスコアカデミーのアムジー校長というもう一つの顔を持つ。
クスコの抹殺か落第を企んでいるが必ず失敗に終わる。美少女に若返ってヤスミンと名乗り、クスコに近づいたことがある。相談役学校を中退している。根っからの悪人というわけではなく、学生時代の友人によると愛情表現が他の人と違うらしい。クスコ卒業後はクスコの命令でクロンクのアシスタントになった。
パチャ (Pacha)
声：フレッド・タタショア  → ジョン・グッドマン/吹き替え：楠見尚巳
心優しい農民。クスコの父親代わりで、城を追い出されたクスコを家に住まわせている。クスコ卒業後は家族を連れて城に移住した。
チチャ (Chicha)
声：ウェンディー・マリック en:Wendie Malick/吹き替え：一柳みる
パチャの妻。
チャカ (Chaca)
声：ジェシー・フラワー en:Jessy Flower/吹き替え：山内初音
パチャ&チチャ夫妻の娘。はたきのようなツインテールと前歯の出っ張りが特徴。
ティポ (Tipo)
声：シェイン・ボーメル en:Shane Baumel/吹き替え：宇野天生
チャカの弟。はたきのようなポニーテールが特徴。
ユピ (Yupi)
声：ディー・ブラッドリー・ベイカー/吹き替え：根本圭子
チャカとティポの弟。赤ん坊だが力持ち。
グァカ (Guaca)
声：アダム・サンドラー/吹き替え：川鍋雅樹
クスコの友達。クスコの言いなりだが、クスコの指示がないと何もしない。卒業後はクスコの報道官に就職した。
ヤタ (Yatta)
声：マイリー・サイラス/吹き替え：白石涼子
マリーナの親友。ミート・マグが有名なムドゥカの店12号店でバイトしているが、本人はベジタリアン。

### サブキャラクター
フラコ・モレグアコ氏 (Mr. Moleguaco)
声：カーティス・アームストロング/吹き替え：岩崎ひろし
バッキー (Bucky)
声：ボブ・バーゲン/吹き替え：無し
職員 (The Royal Judge)
声：リップ・テイラー/吹き替え：岩崎ひろし
カーヴォ (Kavo)
声：ケビン・マイケル・リチャードソン/吹き替え：不明
マタ (Mata)
声：パティ・ドイチュ en:Patricia Deutsch/吹き替え：定岡小百合
ルディ (Rudy)
声：トラヴィス・オーツ en:Travis Oates/吹き替え：松岡文雄
イピ (Ipi)
声：ジェフ・ベネット/吹き替え：梅津秀行
トポ / バート (Topo/Bert)
声：ジェフ・ベネット/吹き替え：岩崎ひろし
パピー (Papi)
声：ジェフ・ベネット/吹き替え：大塚周夫
クランク (Krank)
声：ダンテ・バスコ/吹き替え：不明
ジム (Zim)
声：ディラン・スプラウス/吹き替え：不明
ザム (Zam)
声：コール・スプラウス/吹き替え：不明
アズマ (Azma)
声：エレン・アルバティーニ・ダウ en:Ellen Albertini Dow/吹き替え：無し

### その他の声優
- 長尾歩、鳥畑洋人、松浦チエ（キョクシー）、小形満（パパ・サントス）、西川幾雄（ミチュパチュの先生）、郷里大輔（防犯キャム）、永澤菜教（ラララ姫）、緒方賢一（ナッコード）、黒葛原未有、豊口めぐみ（モクシー）、大川透、石原慎一（ダーク・ブロック） ほか

## サブタイトル

### シーズン1
| #  | #  | エピソードタイトル           | 原題                                     |
| -- | -- | ---------------------------- | ---------------------------------------- |
| 1  | 1  | ウサギになった王様           | Rabbit Face                              |
| 2  | 7  | リス語を学べ!                | Squeakend at Bucky's                     |
| 2  | 7  | 王家の病                     | Kuzco Fever                              |
| 3  | 2  | マリーナはクイーン           | Empress Malina                           |
| 3  | 2  | アカメアマガエル・マンの冒険 | The Adventures of Red-Eyed Tree Frog-Man |
| 4  | 6  | 言い訳はダメよ               | Hungry, Hungry Llama                     |
| 4  | 6  | ジャングルでサバイバル       | Only the Wrong Survive                   |
| 5  | 3  | 荷車洗い                     | Cart Wash                                |
| 5  | 3  | ロボット対決!                | Battle of the Bots                       |
| 6  | 12 | マリーナが不良?!             | Girls Behaving Oddly                     |
| 7  | 10 | ベビーシッターは大変         | The Lost Kids                            |
| 7  | 10 | 決闘!                        | The Big Fight                            |
| 8  | 11 | 本当の親友                   | Kuzclone                                 |
| 9  | 8  | ニュースは正確に!            | Unfit to Print                           |
| 9  | 8  | 王様のペット                 | The Emperor's New Pet                    |
| 10 | 4  | 1日村人体験                  | Peasant for a Day                        |
| 11 | 13 | おみくじクッキー             | Fortune Cookie Day                       |
| 11 | 13 | シュアカの黄金               | Gold Fools                               |
| 12 | 5  | ミチュパチュの謎             | The Mystery of Micchu Pachu              |
| 13 | 20 | 消えた仮面の謎               | Oops, All Doodles                        |
| 13 | 20 | 誇り高きコンドル・ワッペン   | Chipmunky Business                       |
| 14 | 9  | 家族対抗戦                   | Clash of the Families                    |
| 15 | 14 | なぞの転校生                 | The New Kid                              |
| 15 | 14 | 風紀委員クロンク             | Officer Kronk                            |
| 16 | 17 | クロンクの引越し             | Kronk Moves In                           |
| 17 | 18 | 楽しい幼稚園                 | Kuzcogarten                              |
| 17 | 18 | 王様追い出し専門家           | Evil and Eviler                          |
| 18 | 15 | クスコの花嫁                 | The Bride of Kuzco                       |
| 19 | 16 | 宇宙人なんかいない           | U.F.kuzcO, (Unidentified Flying Kuzco)   |
| 19 | 16 | 鬼教師                       | Attack Sub                               |
| 20 | 19 | クスコウィン vs イズマウィン | The Yzma That Stole Kuzcoween            |
| 20 | 19 | 仮装パーティー               | Monster Masquerade                       |
| 21 | 21 | イズマの園                   | Yzmopolis                                |

### シーズン2
| #  | #  | エピソードタイトル             | 原題                             |
| -- | -- | ------------------------------ | -------------------------------- |
| 22 | 22 | ポテト育てコンテスト           | The Emperor's New Tuber          |
| 22 | 22 | 部屋取り合戦                   | Room for Improvement             |
| 23 | 24 | 若返りの泉                     | Cool Summer                      |
| 23 | 24 | クスコバンの囚人               | Prisoner of Kuzcoban             |
| 24 | 25 | 留学生ラモン                   | Ramon's a Crowd                  |
| 24 | 25 | 一番人気は誰だ                 | Guakumentary                     |
| 25 | 26 | 影武者はサル                   | Show Me the Monkey               |
| 25 | 26 | 悪魔ラマ                       | Demon Llama                      |
| 26 | 23 | アルバムを取り戻せ!            | Picture This!                    |
| 26 | 23 | テレビに夢中                   | TV or Not TV                     |
| 27 | 27 | 金庫破りを捕まえろ!            | Kuz-Cop                          |
| 27 | 27 | マナティーを救え               | How Now Sea Cow?                 |
| 28 | 28 | 楽しいクス・カーニバル         | A Fair to Remember               |
| 28 | 28 | 働くマリーナ                   | Working Girl                     |
| 29 | 36 | 恐怖の怪物 ムーン・ビースト    | Curse of the Moon Beast          |
| 29 | 36 | 木の実祭り                     | Aww, Nuts!                       |
| 30 | 31 | クスコアカデミーのマスコット   | The Emperor's New School Spirit  |
| 30 | 31 | カード戦争                     | Card Wars                        |
| 31 | 30 | 秘密のレシピ                   | Mudka's Secret Recipe            |
| 31 | 30 | 自宅学習                       | The Emperor's New Home School    |
| 32 | 33 | アカデミー・ミュージカル       | The Emperor's New School Musical |
| 33 | 38 | ギフトマスのお話               | A Giftmas Story                  |
| 34 | 32 | クスコの島流し                 | No Man Is an Island              |
| 34 | 32 | グァカは画家に                 | Vincent Van Guaka                |
| 35 | 34 | スター選手は誰?                | Air Kuzco                        |
| 35 | 34 | クロンクのルーツ               | Kronkenitza                      |
| 36 | 37 | マリーナのバースデーパーティー | Come Fly with Me                 |
| 36 | 37 | デザイン・コンテスト           | Project Poncho                   |
| 37 | 35 | 候補者クロンク                 | Citizen Kronk                    |
| 37 | 35 | パジャマ・ラマとピクニック     | The Pajama Llama Dilemma         |
| 38 | 39 | イズマをやっつけろ!            | Yzma Be Gone                     |
| 38 | 39 | 学校に戻ろう!                  | Last Ditch Effort                |
| 39 | 40 | 天使と悪魔                     | The Good, the Bad and the Kronk  |
| 39 | 40 | 不気味な13号店                 | Mudka's #13                      |
| 40 | 41 | オークションでデート           | Auction Action                   |
| 40 | 41 | スーパークスコマン             | The Astonishing Kuzco-Man        |
| 41 | 42 | 王様はグァカ                   | Guaka Rules                      |
| 42 | 43 | ストレス解消法                 | Malina's Big Break               |
| 42 | 43 | ホテル・クスコ城               | Hotel Kuzco                      |
| 43 | 29 | 父帰る                         | Father O' Mine                   |
| 43 | 29 | もてもてクスコ                 | Everyone Loves Kuzco             |
| 44 | 44 | ビジネス・パートナー           | Puff Piece                       |
| 44 | 44 | 新しい相談役                   | Take My Advice                   |
| 45 | 45 | イズボット                     | Yzbot                            |
| 45 | 45 | クスコとピューマの戦い         | The Puma Whisperer               |
| 46 | 49 | クロンクを王様に!              | Kronk the Magnificent            |
| 46 | 49 | キャンプ・クスコ               | Kamp Kuzco                       |
| 47 | 50 | ひとを笑うな!                  | Groove Remover                   |
| 47 | 50 | 頑張り屋さんクラブ             | Overachiever's Club              |
| 48 | 47 | クスコの新番組                 | The Emperor's New Show           |
| 48 | 47 | マリーナがいっぱい             | Too Many Malinas                 |
| 49 | 46 | クスコがオールA                | Faking the Grade                 |
| 49 | 46 | 汚染は許せない!                | Eco Kuzco                        |
| 50 | 51 | ロックスタークスコ             | Kuzcokazooza                     |
| 50 | 51 | 秘密のペット                   | Kuzco's Little Secret            |
| 51 | 48 | 楽しいコーニバル               | Cornivale                        |
| 52 | 52 | 卒業グルーヴ                   | Graduation Groove                |

## 日本語版制作
オープニングテーマ：小西のりゆき
翻訳・訳詞：竹本浩子
演出：加藤敏
音楽演出：深澤茂行
録音制作：東北新社
制作：DISNEY CHARACTER VOICES INTERNATIONAL, INC.